# Cyrtomium muticum
Cyrtomium muticum är en träjonväxtart som först beskrevs av Christ, och fick sitt nu gällande namn av Ren-Chang Ching. Cyrtomium muticum ingår i släktet Cyrtomium och familjen Dryopteridaceae. Inga underarter finns listade.